# ОКА-7
«ОКА-7» («Бубик») — учебный планёр, сконструированный в 1930 году выпускником Ленинградского политехнического института, инженером-конструктором О. К. Антоновым.

## Описание
Являет собой усовершенствованный планёр «Стандарт-2» (ОКА-5). Впоследствии перепроектировании и упрощении конструкции уже этого планёра был создан УС-1 («Учебный стандарт»). В дальнейшем, чтобы расширить возможности массовому спорту, завод на основе планёров Антонова ОКА-5 и ОКА-7 в 1932 изготовил планёр УС-3 — первый советский массовый планер.

## История
Принимал участие в VII ВПС (седьмых Всесоюзных планерных состязаниях 1930 года) в Коктебеле и был признан лучшим учебным планёром. И на этих же состязаниях О. К. Антонов представлял свой первый рекордный планёр «Город Ленина».